# Illuminati

Baksida av bronsmedalj från 1825 med Det allseende ögat, en symbol som bland annat förekommer i kristna kyrkor. Den användes också av Frimurare och har på senare tid kommit att förknippas med Illuminati.

Illuminati (latin för de upplysta), illuminater, är en samlingsbeteckning för de sammanslutningar från 1500–1700-talen som berömde sig av en högre insikt i det gudomliga. Mest känd är Illuminaterorden som grundades 1 maj 1776 av Adam Weishaupt, juris professor i Ingolstadt. Orden förbjöds av bayerska staten år 1785.

## Historik
Med namnet illuminater (latin illuminati "de upplysta") förstods i äldsta kyrkan de döpta. Sedermera har det ofta tilldelats svärmare, mystiker och teosofer, vilka berömt sig av en högre insikt i det gudomliga. Speciellt användes namnet på det mystisk-svärmiska parti, som 1575 framträdde i Spanien och mest är känt som alumbrados. Sedan detta genom inkvisitionens häftiga förföljelse en tid försvunnit, dök det år 1623 åter upp i Frankrike (Flandern och Picardie), tills det även där snart dukade under för förföljelsen. En liknande sekt framträdde åter 1722 i södra Frankrike, där den förband sin mystiska teori med frimurarnas former; den undertrycktes under franska revolutionen.

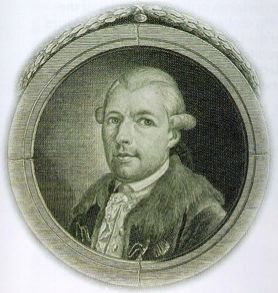
Adam Weishaupt

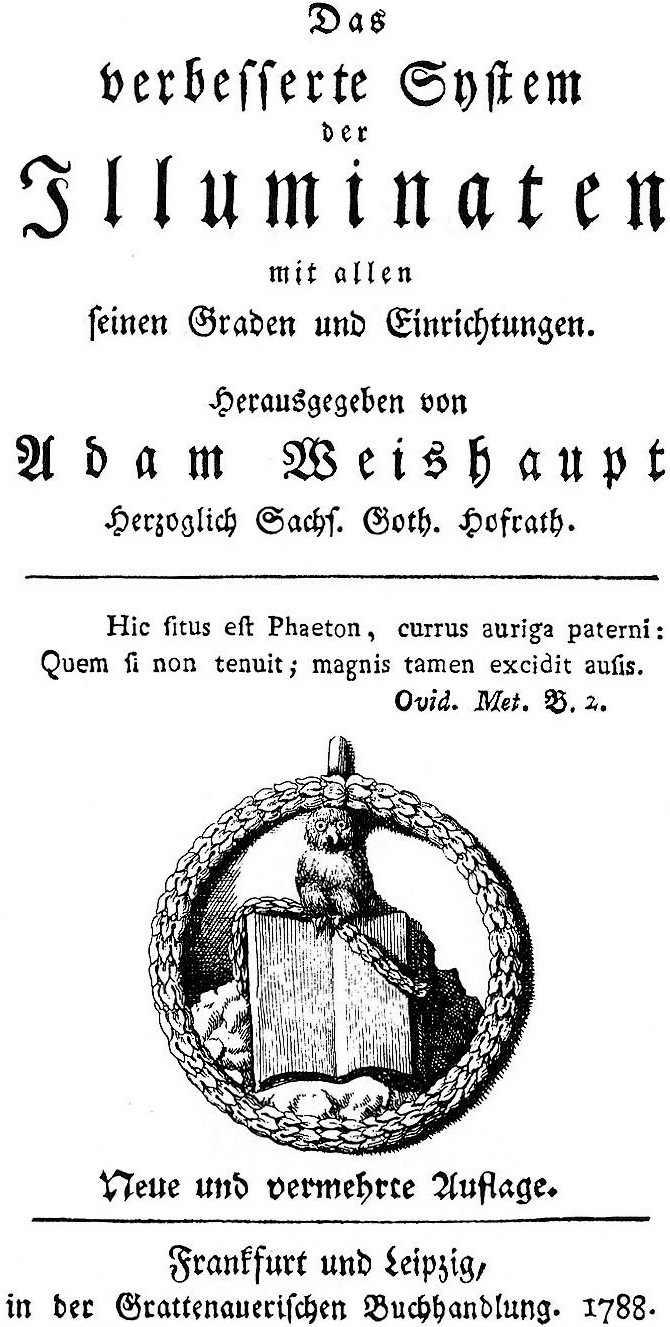
Illuminaterordens sigill föreställande Minervas uggla ovanför en öppnad bok. Ugglan symboliserar vishet och bildning.

## Illuminaterorden
Vanligast är emellertid namnet illuminater förbundet med en hemlig orden, som 1776 stiftades av juris professorn i Ingolstadt Adam Weishaupt. Han var en jesuitlärjunge, som gripits av 1700-talets religiösa upplysning och sökte genom en orden sprida sina deistiska idéer och metoder över det katolska Tyskland. Hatande jesuitorden  lånade han dock dess organisationsformer (ömsesidigt övervakande, spioneri, absolut lydnadsplikt etc.) i tro att därigenom vinna samma framgång; men i stället framkallade han misstämning och osämja. Orden, som genom inträdet av den talangfulle organisatorn, friherre Adolf von Knigge, spreds även i det protestantiska Tyskland och i viss mån i andra länder, och som trätt i nära förbindelse med det bayerska frimureriet (med ceremonier i den vanliga pompösa stilen), blev genom denna osämja såväl som genom påstådda antimonarkiska strävanden snart ökänd, och 1785 utfärdade bayerska regeringen strängt förbud mot densamma, med avsättning och fängelse för ledarna. Weishaupt flydde till Gotha, där han dog 1830. Knigge hade redan förut utträtt ur orden. Weishaupts orden var en "blandning af frivol upplysning och jesuitiska maximer" och syftade ytterst till upphävande av all religion och statlig auktoritet.
Weishaupt kopierade ordens organisation från frimurarna och dess författning följde jesuitordens mönster. Illuminaterorden hade till officiellt syfte att främja förståndsupplysning, sedlighet och politisk frihet. De skulle "lägga grunden till en reformation av världen genom denna sammanslutning av goda män för att motverka den moraliska ondskans framfart". Deras dolda agenda var att avskaffa Europas monarkier samt att avskaffa påvedömet. Under upplysningen var detta populära tankar i många kretsar, dock ej hos de bayerska myndigheterna. 
Andra syften som orden tillskrivits är[källa behövs]:
Att via anarki skapa ett paradis åt mänskligheten utan religion, regeringar eller någon form av privat eller statligt ägande.
Man sökte sina medlemmar främst vid olika universitet.[källa behövs] I syfte att uppnå legitimitet inleddes 16 juli 1782 ett samarbete med frimurarna.[källa behövs] Illuminaterorden hade nu tre miljoner potentiella medlemmar, vilket utnyttjades så till vida att många frimurare recepierade i Illuminaterorden och tvärtom.[källa behövs]
Illuminaterordens egentliga syfte hölls dock begränsat till en mycket begränsad del och det mesta tyder på att ordens egentliga syfte var något som endast Weishaupt själv och ett par nära förtrogna kände till.[källa behövs] Detta var ett medvetet drag av Weishaupt som var mycket väl medveten om att staten inte såg med blida ögon på upprorsmakare.[källa behövs]
I början av Illuminaterordens existens var det en liten skara utvalda medlemmar, men efterhand som Weishaupt utformade den lära som skulle bibringas de nya medlemmarna ökade rekryteringen. Då friherre Adolf von Knigge blev medlem utbredde sig emellertid illuminaterna ej enbart över Tyskland utan även i viss mån till andra europeiska länder och kunde snart bland sina medlemmar uppvisa mer än en inom litteraturen och det politiska livet framstående person.[källa behövs]
De av Weishaupt och von Knigge utarbetade ceremonierna var med nutidens mått mätt tämligen pompösa. En egenhet var att medlemmarna i allmänhet erhöll klassiska ordensnamn, så som Socrates, Alcibiades, Cato, Marius o. dyl. Weishaupt själv kallade sig Spartacus och von Knigge Philo af Constanz. Även tyska ortnamn utbyttes i ordensspråket mot från forntiden lånade benämningar. München blev Athenae, Ingolstadt Ephesus, Bayern Graecia, Österrike Aegyptus o.s.v. Syftet med detta var att förhindra insyn av myndigheterna.[källa behövs]
Med Adolf von Knigge började en skarpare ton i förbundets förhållande till jesuiterna, som försökte tränga in i Illuminaterorden. Orden hade uppstått i Bayern. Vid det bayerska hovet hade jesuiterna makten men runt omkring, i Josef II:s Österrike och i andra tyska stater, dominerade illuminatin. Illuminaterorden hade därför i Bayern hälsats med livligt bifall av den bildade och mera modernt sinnade delen av befolkningen; en inte obetydlig del av ämbetsmannaståndet hade anslutit sig till den eller var anhängare av den.
Illuminaterna hamnade nu i en bitter, halvt underjordisk strid mot jesuiterna som man till slut förlorade. Striden gällde alltså speciellt Bayern, som sedan Luthers och Ecks dagar var den katolska kyrkans starkaste fäste i Tyskland. Det började riktas beskyllningar mot illuminaterna för politiska omstörtningsplaner och dylikt. Sanna eller ej, beskyllningarna övertygade kurfurst Karl Theodor av Bayern. Den 22 juni 1784 utgick från Karl Theodor en kungörelse som endast tillät sällskap och brödraskap som var officiellt registrerade hos myndigheterna. Genom att hålla låg profil klarade sig Weishaupts orden undan den gången. Året därpå, den 2 mars 1785, utgick dock ett nytt påbud som specifikt stämplade Illuminaterorden som en icke registrerad avgrening från frimurarorden. Påbudet resulterade i en tillintetgörande förföljelse mot lokala illuminater. En stor mängd ämbetsmän som varit medlemmar i orden blev av med sina anställningar, sattes i fängelse eller tvingades i kloster. Weishaupt förlorade sin professur och måste lämna landet. Baron von Knigge hade, efter en intern maktkamp med Weishaupt, redan året innan lämnat orden.
År 1787 publicerade Bayerska myndigheter beslagtagna dokument och orden förde åren därpå en tynande tillvaro. Ironiskt nog började myten om Illuminaterordens konspiratoriska dimensioner växa i takt med att orden tynade bort. Efter år 1789 hörde man föga talas om illuminater i Tyskland.

### Indelning
Ordensmedlemmarna indelades i olika klasser allt efter hur långt man nått i sin utbildning:
- Första klassen: noviser, minervaler och mindre illuminater (Illuminatus Minor)
- Andra klassen: frimurare av de tre första graderna, större illuminater (Illuminatus Major, alt. skotska noviser) och dirigerande illuminater (Illuminatus Dirigens, alt. skotska riddare)
- Tredje klassen (även kallad mysterieklassen):
  - De mindre mysterierna - präst och prins
  - De större mysterierna - magus och regent (rex).[10]

## Illuminati i Sverige
Carl Adolf Boheman (1764-1831) inrättade 1803 en underavdelning av Illuminaterorden i Stockholm. Gustav IV Adolf ogillade dock detta och fick honom utvisad ur både Sverige och Danmark 

## Illuminati i populärkultur
Illuminati har levt vidare inom diverse konspirationsteorier och därifrån funnit sin väg till litteraturen. I Illuminatus! av Robert Shea och Robert Anton Wilson är de bokens antagonister som kämpar mot discordianerna.